# Keresztyén bibliai lexikon
A Keresztyén bibliai lexikon kétkötetes lexikon Bartha Tibor szerkesztésében.
A Magyarországi Református Egyház Kálvin János Kiadója gondozásában megjelent gyűjtemény a Bibliával szorosan összefüggő tulajdonnevek, kifejezések mellett olyan kultúrtörténeti érdekességekre hívja fel figyelmet, amely a laikus emberhez közelebb hozza a Biblia világát.
A lexikon egyes szócikkei a korabeli héber és görög nyelv fogalomvilágának feltárásával pontosabb értelmet és tartalmat ad olyan kifejezéseknek, mint például szeretet, család, békesség.

## Könyvészeti adatok
- Megjelenés éve: 
  - 1. kiadás: 1993, 1995
  - 2. kiadás: 2000, 2004.
- ISBN:
  - 1. kiadás: ISBN 963-300-529-9
  - 2. kiadás: ISBN 963-300-870-0
- Méret: 170 × 245 × 41
- Kötés: cérnafűzött, kötött
- Oldalszám:
  - I. kötet: 786
  - II. kötet: 724

## Külső hivatkozások
- agost.myip.hu